# Kaspar Blättler
Kaspar Josef Blättler (* 16. März 1791 in Bäch SZ, einem Ortsteil von Wollerau; † 30. September 1872 in Stansstad) war ein Schweizer Politiker (Liberaler). Von 1847 bis 1849 und erneut zwischen 1856 und 1862 gehörte er dem Regierungsrat (damals Wochenrat genannt) des Kantons Nidwalden an.

## Leben
Der Sohn des Kaspar Blättler und der Aurelia Meister wurde in der Ortschaft Bäch in der Gemeinde Wollerau geboren. Er heiratete am 1. Oktober 1815 in Luzern Kreszentia von Büren. Aus dieser Ehe stammen drei Töchter und zwei Söhne. Sein ältester Sohn Josef Blättler war ebenfalls Regierungsrat.

## Der Unternehmer
Im Jahr 1811 kauften die Brüder Kaspar und Johann Blättler die Industrieanlagen im Rotzloch und führten die Papierfabrik weiter. Bereits 1815 stieg Johann Blättler aus dem Geschäft aus. In den Jahren 1833/1834 modernisierte Kaspar Blättler den Betrieb durch den Kauf neuer Maschinen. Er erwarb zahlreiche Waldgrundstücke und stellte den Betrieb auf Holzpapierfabrikation um. Der Betrieb wuchs bis zu seinem Tod ständig, und er beschäftigte in seinem Unternehmen schliesslich rund 130 Personen. Neben der Papierfabrik betrieb er eine Sägerei und war zudem Landwirt.

## Der Touristiker
Blättler liess die sumpfigen Wiesen auf seinem Land am Vierwaldstättersee entwässern. Darauf schuf er sein zweites Standbein, einen Kurort mit Schwefelbad und Hotel nebenan. Vor dem Kurbetrieb entstand ein Lustgarten. Wegen der schlechten Erreichbarkeit des Rotzlochs auf dem Landweg kaufte sich Blättler ein Dampfschiff, um seine Gäste von Luzern direkt ins Rotzloch zu bringen.

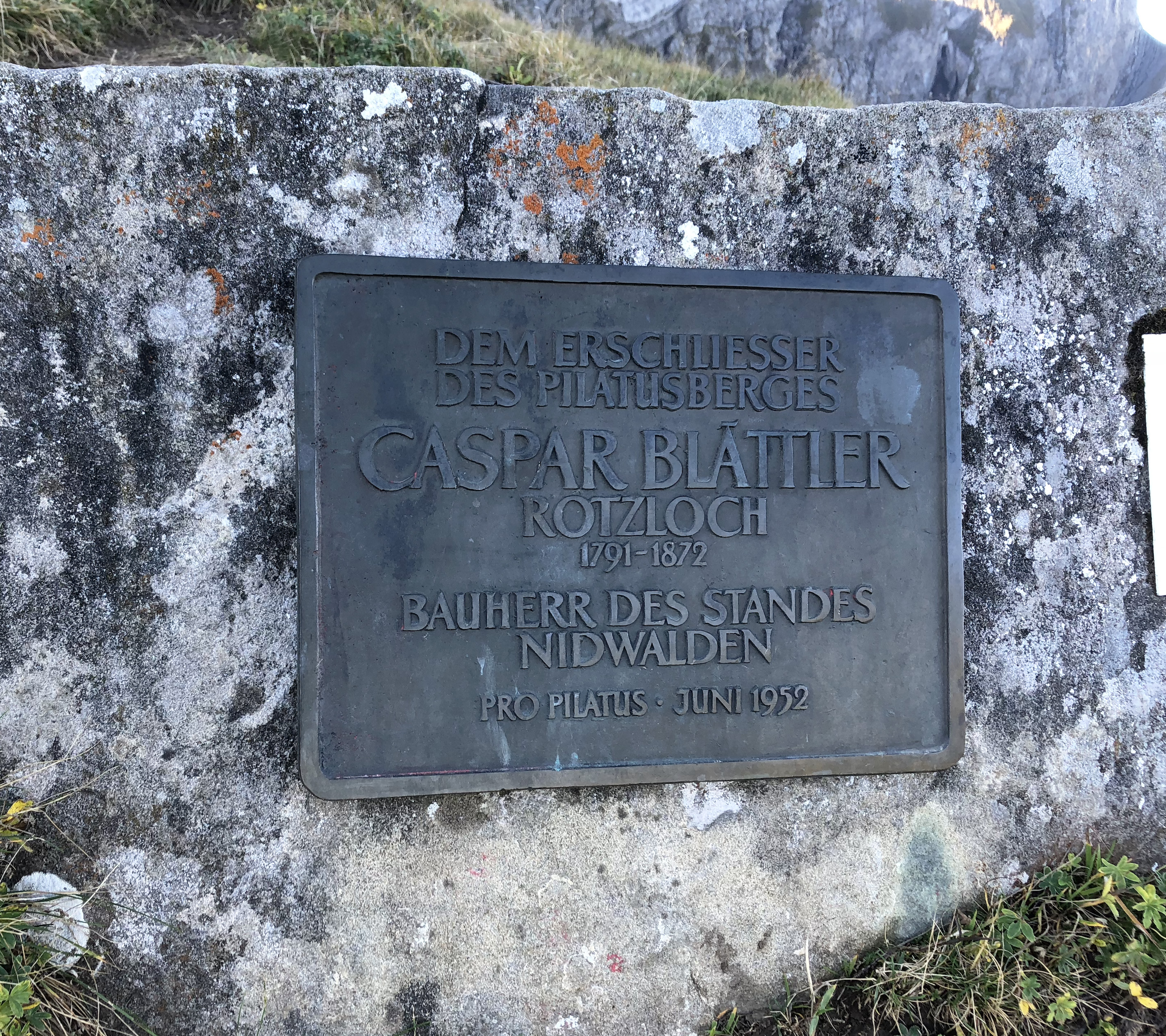
Inschrift für Kaspar Blättler am Pilatus

## Erschliessung des Pilatus für den Tourismus
Blättler war Bürger von Hergiswil NW und von daher vertraut mit dessen Hausberg, dem Pilatus. Im Gegensatz zur touristisch erschlossenen Rigi gab es keine touristische Infrastruktur am und auf dem Pilatus. Blättler erwarb die Konzession zum Bau eines Hotels Klimsenhorn auf dem Klimsenjoch unterhalb der Pilatusspitze. Im Jahr 1856 begann der Bau, und 1860 standen auf dem dafür eingeebneten Klimsenjoch ein Hotel, eine Kapelle und mehrere Nebengebäude. Das Material musste per Träger oder mit Lasttieren nach oben gebracht werden. Blättler liess von Hergiswil zum Klimsenjoch und von dort bis zur Spitze des Pilatus Fusswege anlegen.

## Weitere Tätigkeiten
Blättler setzte sich stark für die Verbesserung der Verkehrswege ein. Obwalden und Nidwalden waren von Luzern her bequem nur per Boot zu erreichen. Blättler setzte sich für eine Strasse rund um den Lopper und eine Achereggbrücke ein. Unter seiner Führung wurde dort eine erste Zugbrücke gebaut. Er unterstützte auch die Idee einer Gotthardbahnlinie am Südufer des Vierwaldstättersees und durch den Seelisberg nach Uri.
Als Hergiswiler Korporationsbürger war ihm der Neubau der Dorfkirche von Hergiswil ein wichtiges Anliegen. Nach jahrzehntelangem Streit der Hergiswiler erteilte die Kirchgemeinde ihm 1855 die Vollmacht zum Kirchenbau. Zwischen Mai und Oktober 1856 wurde die Kirche errichtet und im Mai 1857 eingeweiht. Auch bei Kirchenumbauten in Stansstad und Stans leistete Blättler tatkräftige Hilfe, auch finanziell.
Der Sägereibesitzer Blättler war verantwortlich für den Bau der Festhütte für das Eidgenössische Schützenfest von 1861 in Stans. Er war 1865 für die Festbauten zur Einweihung des Winkelried-Denkmals in Stans verantwortlich.

## Politik
Die mehrheitlich konservative Regierung legte dem fortschrittlich denkenden und handelnden Unternehmer Blättler etliche Steine in den Weg. Nach einem Start als Kirchmeier auf lokaler Ebene begann der liberale Politiker 1837 seine politische Karriere auf kantonaler Ebene im Amt des Landmajors. Dieses behielt er bis 1847. In diesem Jahr wurde er ein erstes Mal Regierungsrat, musste das Amt aber auf Druck der Konservativen 1849 bereits wieder aufgeben. Ein zweiter Anlauf im Regierungsrat war erfolgreicher. Er übte das Amt zwischen 1856 und 1862 aus und übernahm den Posten des Bauherrs.